# 李屯镇
李屯镇，是中华人民共和国河南省驻马店市平舆县下辖的一个乡镇级行政单位。

## 行政区划
李屯镇下辖以下地区：
李屯社区、大郭村、官余村、普照寺村、管坡村、位楼村、前岗村、大许村和闫坡村。